# 742
Évszázadok: 7. század – 8. század – 9. század
Évtizedek: 690-es évek – 700-as évek – 710-es évek – 720-as évek – 730-as évek – 740-es évek – 750-es évek – 760-as évek – 770-es évek – 780-as évek – 790-es évek
Évek: 737 – 738 – 739 – 740 –  741 – 742 – 743 – 744 – 745 – 746 – 747

## Események

### Európa
- Zakariás pápa szakít elődje, III. Gergely politikájával és a függetlenedő longobárd hercegségek támogatása helyett kiegyezik Liutprand királlyal, aki cserébe visszaszolgáltatja az általa megszállt pápai városokat. Liutprand ezt követően uralma alá vonja a Spoletói, majd a Beneventói hercegségeket. A vele dacoló II. Transamund spoletói herceg elmenekül, de elfogják és kolostorba zárják; utódja a király unokaöccse, Agiprand. Godescalc beneventói herceg is menekül Liutprand közeledtére, de a nép meglincseli. Utódja II. Gisulf, II. Romuald korábbi herceg árvája.
- A velenceiek fellázadnak Giovanni Fabriciaco bizánci kormányzó ellen: elfogják, megvakítják és száműzik. Eutükhiosz ravennai exarkhosz engedélyezi, hogy ismét dózsét válasszanak  Választásuk Teodato Ipatóra, a korábbi dózse, Orso Ipato fiára esik.
- Martell Károly halálát követően a frankok vazallusai, Theudebald alemann, Odilo bajor és I. Hunald aquitániai hercegek, valamint a szászok fellázadnak a frank uralom ellen. Karlmann és Kis Pippin majordomusok elfoglalják és kifosztják az aquitániai Bourgest. Eközben Theudebald betör Elzászba, ahol feltehetően megöli Liutfrid herceget. Hunald keletre vonul, hogy egyesüljön Odilóval; eközben elfoglalja Chartres-t és felgyújtja a templomát.
- Először említik írásban Erfurtot.

### Omajjád Kalifátus
- A kalifa fia, Szulejmán kihasználja a bizánci belháborút és egészen Paphlagóniáig portyázik, sok zsákmányt és foglyot ejtve.
- Az észak-afrikai nagy berber felkelésben az Ifríkijába (mai Tunézia) benyomult berberek a tartomány fővárosát, Kairuánt veszélyeztetik. Handala ibn Szafvan al-Kalbí egyiptomi kormányzó sietősen összeszedett seregével megfutamítja az ostromlókat, majd egy második csatában szétveri őket, még mielőtt a Marokkóból érkező hatalmas (állítólag 300 ezer fős) berber hadsereggel egyesülni tudnának. Ezután Kairuán egész férfilakosságát felfegyverezve véres ütközetben legyőzi az erősítést is.
- Eközben Abd al-Malik ibn Katn al-Fihrí al-andaluszi kormányzó legyőzi az ibériai erődök szintén fellázadó berber helyőrségeit. Az erősítésül küldött szíriai Baldzs ibn Bisr al-Kusajrí összetűzésbe keveredik al-Fihrível, akit kivégeztet és maga foglalja el a kormányzói széket (röviddel később egy zendülés során halálos sebet kap).
- I. Alfonz asztúriai király megszállja Galíciát, amelynek erődjeiből a muszlim katonák elvonultak a dél-ibériai csatákhoz.

### Korea
- Meghal Hjoszong, Silla királya. Utódja öccse, Kjongdok.

## Születések
- Nagy Károly, frank császár
- Tang Tö-cung, kínai császár
- Himiltrude, Nagy Károly felesége
- Ludger, fríz hittérítő

## Halálozások
- Abd al-Malik ibn Katn al-Fihrí, arab kormányzó
- Acca, hexhami püspök
- Hjoszong, sillai király

## Fordítás
Ez a szócikk részben vagy egészben  a(z)   742 című angol Wikipédia-szócikk ezen változatának fordításán alapul.  Az eredeti cikk szerkesztőit annak laptörténete sorolja fel. Ez a jelzés csupán a megfogalmazás eredetét és a szerzői jogokat jelzi, nem szolgál a cikkben szereplő információk forrásmegjelöléseként.